# Maghreb Beker der Kampioenen
De Maghreb Beker der Kampioenen was een voetbaltoernooi in Noord-Afrika, waaraan de landskampioenen van de Maghreb (Algerije, Marokko, Libië en Tunesië) aan deelnamen. De Libische kampioen nam enkel in het eerste jaar deel. De competitie werd van 1970 tot 1976 gespeeld.

## Winnaars
| 1970 | Algiers    | CR Belcourt     | 2 – 2 ( – ) penalties   | CS Sfaxien          | Al-Ittihad Club | 0 – 0 ( – ) penalties | Wydad AC Casablanca |
| 1971 | Thuis/Uit  | CR Belcourt     | n/a                     | ES Tunis            | FAR Rabat       | FAR Rabat             | FAR Rabat           |
| 1972 | Casablanca | CR Belcourt     | 2 – 1                   | CS Sfaxien          | RS Settat       | 1 – 0                 | MC Oran             |
| 1973 | Tunis      | Etoile du Sahel | 2 – 0                   | CR Belcourt         | ADM Casablanca  | 1 – 1 ( – ) penalties | MO Constantine      |
| 1974 | Algiers    | Club Africain   | 2 – 0                   | JS Kabylie          | Etoile du Sahel | 1 – 0                 | KAC Kénitra         |
| 1975 | Casablanca | Club Africain   | 2 – 0                   | Raja de Beni Mellal | ES Tunis        | 1 – 0                 | JS Kabylie          |
| 1976 | Tunis      | Club Africain   | 1 – 1 (4 – 2) penalties | MC Alger            | ES Tunis        | 4 – 2                 | Mouloudia Oujda     |